# Rəhim Hüseynov
Rəhim Əlihüseyn oğlu Hüseynov (ur. 5 kwietnia 1936 w Baku, zm. 12 listopada 2023 tamże) – azerski polityk, premier Azerbejdżanu od 16 maja 1992 do 26 stycznia 1993.

## Życiorys
W 1959 ukończył Moskiewski Instytut Metalurgiczny. Pracował zawodowo w walcowni rur w Sumgaicie. Doktor nauk ekonomicznych Azərbaycan Milli Yaradıcılıq Akademiyası.
Był wiceprezesem Komitetu Zaopatrzenia i Logistyki Azerbejdżanu oraz członkiem Międzynarodowej Akademii Ekoenergetyki.
W latach 1989–1992 pełnił funkcję przewodniczącego Państwowego Komitetu Planowania. Od 16 maja 1992 do 26 stycznia 1993 premier Azerbejdżanu.
Odznaczony orderami Czerwonego Sztandaru Pracy i Przyjaźni Narodów.